# Paolisi
Paolisi é uma comuna italiana da região da Campania, província de Benevento, com cerca de 1.753 habitantes. Estende-se por uma área de 6 km², tendo uma densidade populacional de 292 hab/km². Faz fronteira com Airola, Arpaia, Roccarainola (NA), Rotondi (AV).

## Demografia
| Variação demográfica do município entre 1861 e 2011                               |
|                                                                                   |
| Fonte: Istituto Nazionale di Statistica (ISTAT) - Elaboração gráfica da Wikipedia |